# Christos Wolikakis
Christos Wolikakis (gr. Χρήστος Βολικάκης, ur. 25 marca 1988 w Wolosie) – grecki kolarz torowy, brązowy medalista mistrzostw świata i wielokrotny medalista mistrzostw Europy.

## Kariera
Największym sukcesem Christosa Wolikakisa jest zdobycie brązowego medalu w keirinie na mistrzostwach świata w Manchesterze w 2008 roku. Uległ tam jedynie Brytyjczykowi Chrisowi Hoyowi oraz Holendrowi Teunowi Mulderowi. W tym samym roku Grek brał również udział w igrzyskach olimpijskich w Pekinie, gdzie zajął trzynaste miejsce w tej samej konkurencji. Ponadto Wolikakis wywalczył w keirinie srebrny medal podczas mistrzostw Europy w Apeldoorn w 2011 roku - lepszy okazał się tylko Matthew Crampton z Wielkiej Brytanii. Wolikakis jest także wielokrotnym medalistą mistrzostw kraju, zarówno w kolarstwie torowym jak i szosowym.